# Riverina
Vous lisez un « bon article » labellisé en 2007.
La Riverina est une région agricole située au centre de la partie méridionale de la Nouvelle-Galles du Sud, en Australie.
Constituée de plaines au climat tempéré chaud et disposant de grandes quantités d'eau pour l'irrigation, la Riverina est l’une des principales régions agricoles australiennes, tant par la quantité que par la diversité de ses productions.
La région n'a pas de limite officielle : elle correspond aux zones de culture et d'élevage limitées à l'est par la Cordillère australienne, au nord par la rivière Lachlan, au sud par l'État de Victoria (ou le fleuve Murray qui sert de frontière entre les deux États) et à l'ouest par les zones incultes du Far West australien.
Peuplée depuis plus de 40 000 ans par les Aborigènes et depuis le milieu du XIXe siècle par les Européens, la Riverina a d'abord été une région d'élevage fournissant viande et laine au marché australien ou étranger. Au début du XXe siècle, le développement de l'irrigation a permis la culture du riz et de la vigne. Les transports se sont faits d'abord par barques et chars à bœufs, puis le développement des techniques et l’essor économique de la région ont permis de créer des liaisons routières et ferroviaires vers les grandes villes comme Sydney, Melbourne et Adélaïde.
Les villes (Cities) de Wagga Wagga, Albury et Griffith sont les principaux centres économiques et culturels. Les deux premières accueillent l'université Charles Sturt, le seul établissement d'enseignement supérieur de la région. Wagga Wagga dispose de deux bases militaires.

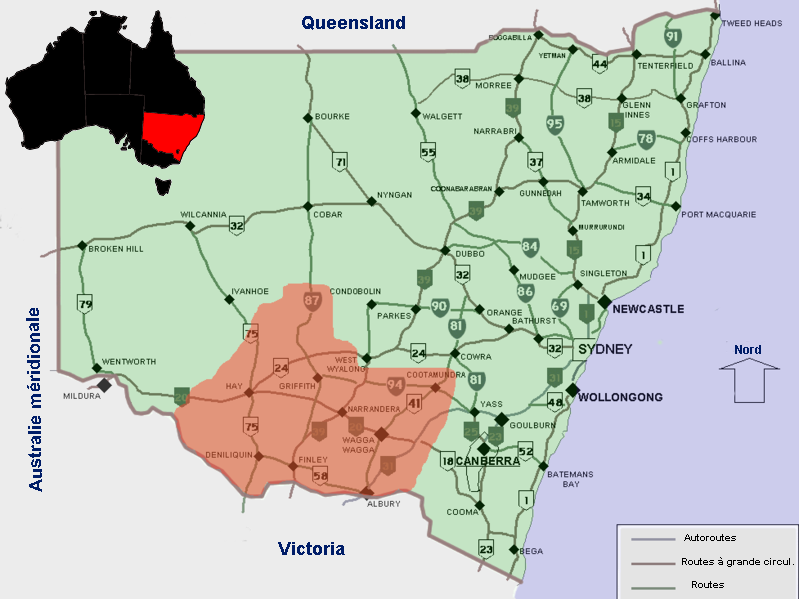
La Riverina en Nouvelle-Galles du Sud.

## Origine du nom
Le nom de Riverina est dû à John Dunmore Lang (25 août 1799 – 8 août 1878), un pasteur presbytérien partisan de grandes réformes politiques dans l'Australie de son époque, notamment l'autonomie des régions et l'arrêt de l'envoi de bagnards. Il avait traduit et fait paraître, le 24 janvier 1857, dans un journal local, le Albury Border Post, une nouvelle espagnole : Riverine Colony. Cette nouvelle raconte la vie des habitants d'une région d'Amérique du Sud qui avaient décidé de prendre leur autonomie. L'histoire eut beaucoup de succès, et les noms officiels de la région (districts du Lachlan et du Murrumbidgee) tombèrent en désuétude et furent remplacés par le nom officieux de Riverina.

## Géographie

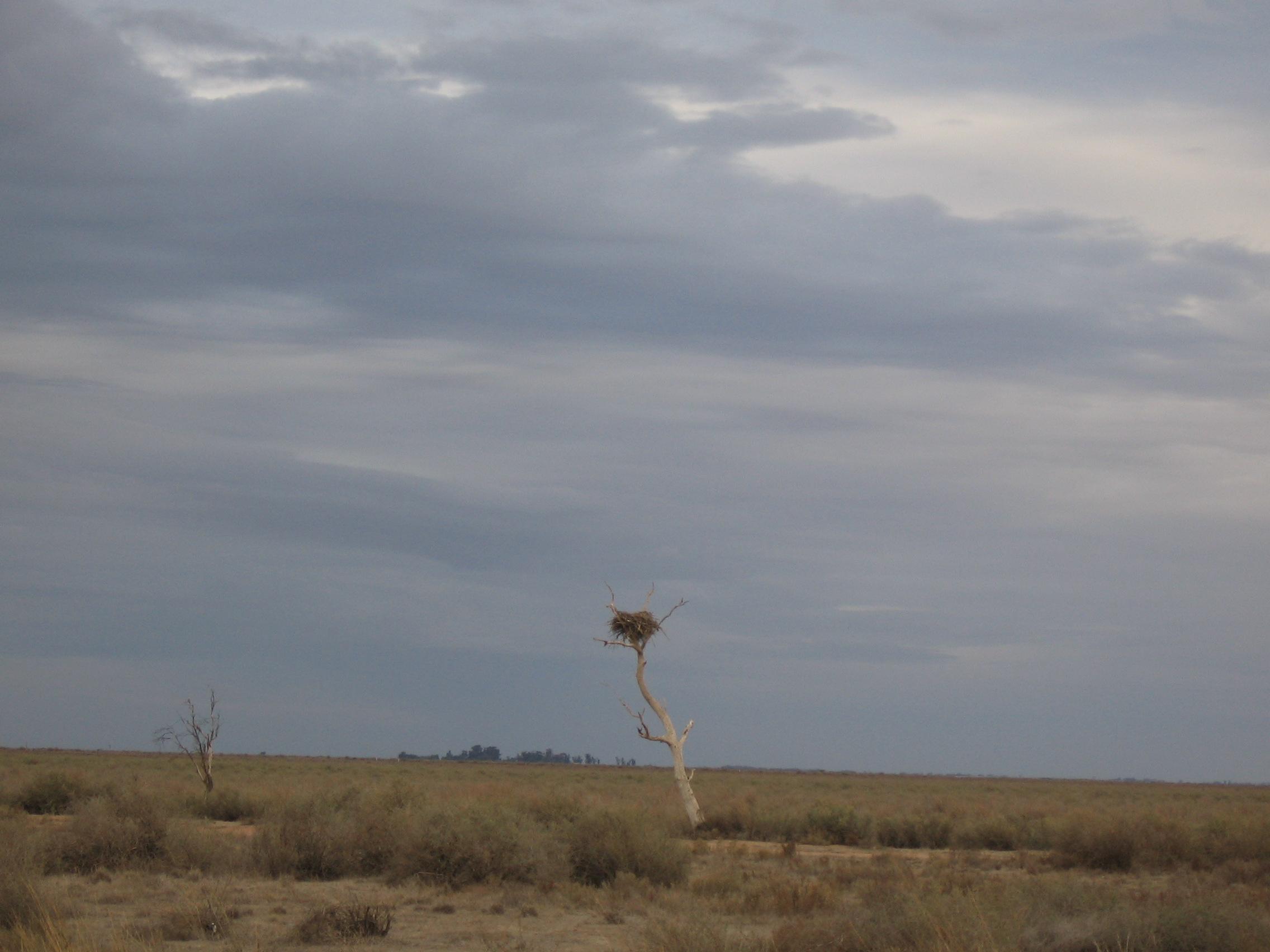
Paysage typique de la Riverina : une plaine monotone où poussent les arroches. Un nid d'aigle se trouve sur l'arbre mort.

Dans sa majeure partie, la Riverina est une plaine alluviale quaternaire formée des dépôts charriés depuis 15 000 à 30 000 ans à partir de la Cordillère australienne par les trois grands cours d'eau qui la traversent d'est en ouest : le Lachlan au nord, le Murrumbidgee au centre et le Murray au sud. La région présente quelques collines moutonnantes à l'est mais elle devient très vite complètement plate avec une altitude moyenne n'atteignant pas les 200 mètres. La partie ouest consiste essentiellement en une plaine monotone couverte d'arroches.
Le sous-sol de la région comprend plusieurs cuvettes et bassins sédimentaires. Il semble que l'ouest de la Riverina – où la couche d'alluvions atteint parfois 500 mètres d'épaisseur – soit la prolongation des sous-sols trouvés autour de Ballarat et Bendigo dans l'État de Victoria, tandis que l'est est occupé par la partie ouest de la Lachlan fold belt. Il se pourrait que le sous-sol de la région abrite des réserves de houille, de pétrole, de gaz, de gypse, d'or, de métaux (zinc, nickel, cuivre, etc), de métaux lourds, de diamants,.
Les sols sont généralement sablonneux avec des dépôts d'argile — brune ou grise — dans les zones inondables.
La région, située dans le bassin de la Murray–Darling, est traversée par des rivières qui coulent d'est en ouest : le fleuve Murray (avec un de ses bras : la rivière Edward), les rivières Murrumbidgee, Lachlan et Billabong. La majeure partie de l'eau de ces cours d'eau est prélevée pour différentes utilisations : en 2001–2002, 52 % de l'eau du Murray et de la Murrumbidgee était ainsi prélevée ; 77 % de l'eau prélevée était utilisée pour l'irrigation.

### Climat
La Riverina est classée par le bureau de météorologie australien (Bureau of Meteorology) comme une région chaude et sèche avec des hivers froids. Il peut faire très chaud en été dans la journée (44,8 °C le 23 janvier 2001 à Wagga Wagga) et très froid la nuit en hiver (−6,3 °C le 21 août 1982 dans la même ville). Les températures maximales moyennes vont, à Wagga Wagga, de 31 °C en janvier à 12,4 °C en juillet et à Hillston de 32,2 °C en janvier à 14,8 °C en juillet.
Les précipitations sont généralement assez faibles avec une moyenne annuelle sur la plus grande partie de la région allant de 250 à 500 mm, atteignant 500 à 800 mm sur la bordure est. Les pluies tombent généralement en hiver dans le nord de la Riverina et autour de Hay tandis que dans le sud, elles sont à peu près équitablement réparties sur toute l'année. Corowa, située au sud-est, a une moyenne de précipitation de 539,4 mm par an tandis que Hay n'a que 367,2 mm.
2006 a été l'année la plus sèche jamais connue pour des villes comme Lockhart, Tarcutta et Narrandera.

### Flore et faune

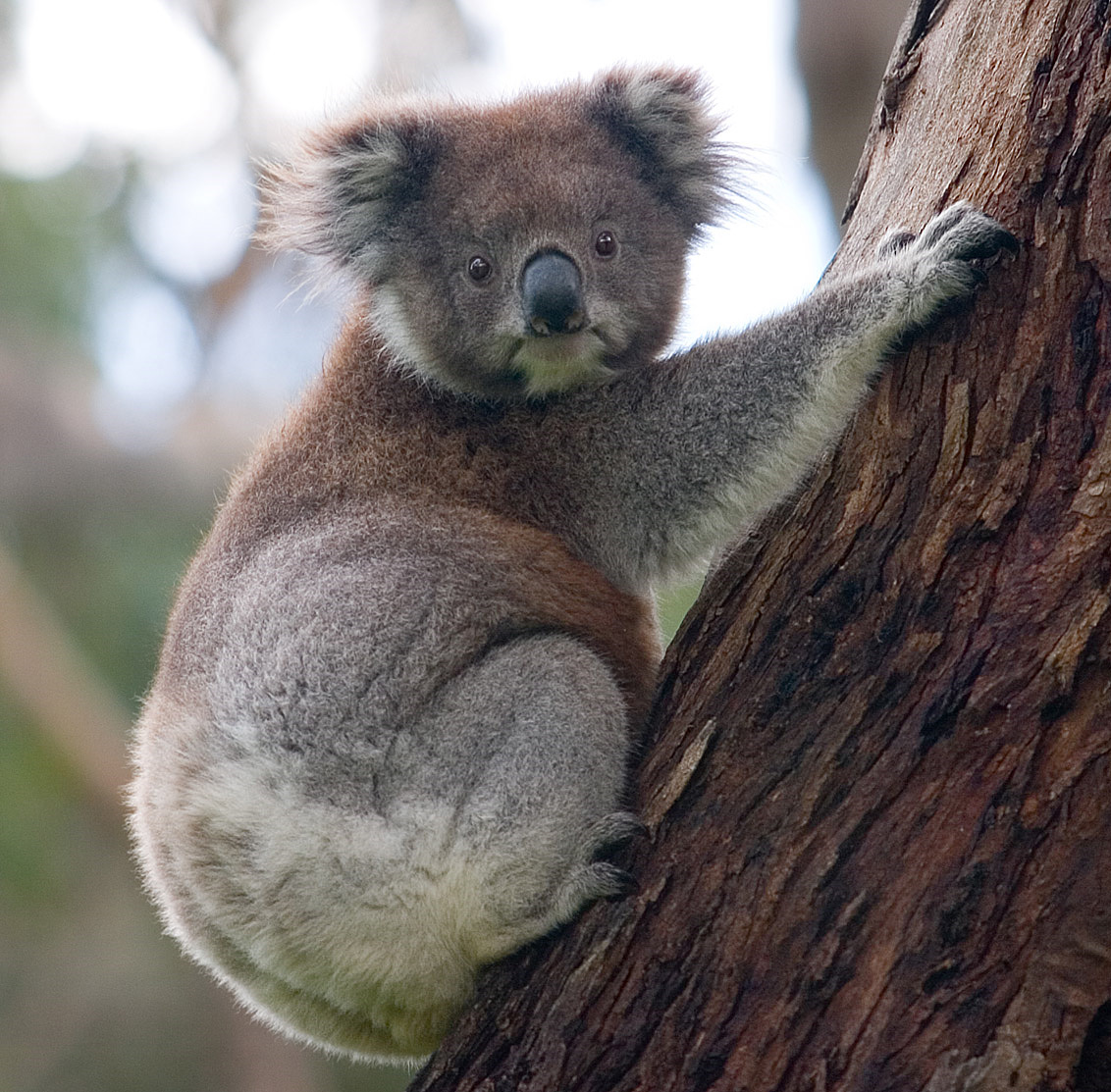
Un koala.

Carte de la biorégion de la Riverina.

Le Service des parcs et de la vie sauvage du ministère de l'Environnement et du Changement climatique a divisé l'État en 17 biorégions (régions qui ont le même type de faune et de flore). La biorégion de la Riverina est une zone qui comprend la plus grande partie de la région géographique, mais qui s'étend aussi jusque dans l'État voisin de Victoria et va d'Ivanhoe au nord jusqu'à Bendigo au sud et de Narrandera à l'est à Balranald à l'ouest. 74,03 % de la biorégion sont situés en Nouvelle-Galles du Sud (et représentent un peu moins de 9 % de la surface totale de l'État), le reste est dans l'État de Victoria.
Les rivières sont bordées, en plaine, de gommiers rouges (Eucalyptus camaldulensis) et d'Acacia stenophylla. Les régions un peu plus hautes possèdent des gommiers noirs (Eucalyptus largiflorens), des plantes vertes, des buissons halophytes ainsi que des pâquerettes dans les zones ombragées. Les eucalyptus à miel (Eucalyptus melliodora), Eucalyptus microcarpa et Callitris glaucophylla poussent dans les régions rarement inondées. Les zones éloignées des rivières sont dépourvues d'arbres et couvertes d'herbes halophytes comme les arroches, de buissons comme ceux d'une espèce endémique en Australie, Maireana aphylla de la famille des Chenopodiaceae, et différentes espèces de graminées des genres Danthonia et Stipa.
La faune de la région comprend des animaux arboricoles, notamment des écureuils volants comme le planeur de sucre (Petaurus breviceps), le phalanger de Norfolk (Petaurus norfolcensis), l'acrobate pygmée (Acrobates pygmaeus) et des koalas (Phascolarctos cinereus). Une grande variété d'oiseaux niche dans la région, y compris des oiseaux migrateurs.
L'introduction de nouvelles espèces, le débroussaillage, la mise en culture et le pâturage ont malheureusement fait diminuer la diversité de la flore et de la faune de cette région.

## Histoire

### Histoire des colons

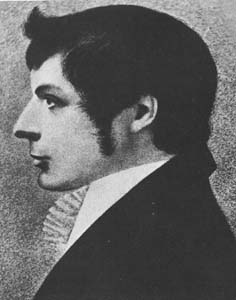
Les premiers explorateurs de la Riverina, John Oxley et…

Il semble que les Aborigènes aient occupé la région pendant 40 000 ans. Les principales populations de la région sont les Wiradjuri, les Nari, les Mudi, les Gurendji et les Yida-Yida. Le long du Murray vivaient les Bangerang, les Yorta, les Baraba, les Wamba, les Wadi et les Dadi. Les cours d'eau jouaient un rôle primordial dans la vie des Aborigènes comme réserve de nourriture avec les animaux et les plantes vivant là et comme voies de communication et de commerce.
Le premier explorateur européen de la région fut John Oxley, qui, en 1817, suivit le cours de la rivière Lachlan jusqu'à l'emplacement actuel de la ville de Booligal. Oxley fut suivi par Charles Sturt qui descendit la rivière Murrumbidgee jusqu'au lac Alexandrina en Australie-Méridionale dans les années 1828 à 1831 puis par le Major Thomas Mitchell, qui, en 1836, alla jusque dans la région de Wimmera dans l'État de Victoria.
Les premiers troupeaux firent leur apparition dans la région peu après en progressant depuis l'Australie méridionale, le long du Murray et de la Murrumbidgee pour arriver à Hay en 1839. Moulamein, dans l'ouest de la Riverina, peut légitimement revendiquer le titre de ville la plus ancienne de la région et par conséquent prétendre être plus vieille que Melbourne.
Les colons entrèrent souvent en conflit avec les Aborigènes. La ville de Moulamein conserve jalousement son vieux palais de justice où étaient parfois jugés des meurtres entre Européens et Aborigènes – mais le plus souvent le meurtrier traversait le Murray pour passer dans l'État voisin et échapper à la loi. Dans la région de Narrandera, une bataille opposa colons et Aborigènes au lieu connu actuellement sous le nom de Massacre Island et on raconte qu'il n'y eut qu'un survivant.

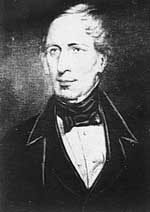
...Charles Sturt.

L'élevage des bovins fut la principale ressource agricole de la région dans les années 1840 puis, dans les années 1860, ce fut le tour de celui des ovins. À cette époque, beaucoup d'habitants de l'État de Victoria venaient s'installer dans la Riverina pour élever des bovins et des ovins qui servaient à nourrir les chercheurs d'or de la région sud de l'État de Victoria. Dans les années 1860 et 1870, des colons allemands vinrent de la vallée Barossa, en Australie-Méridionale, pour s'installer dans l'est de la Riverina. En 1869, 56 familles de colons allemands vinrent créer la ville de Walla Walla. La ville de Holbrook fut appelée « Germanton » à l'origine et abandonna ce nom pendant la Première Guerre mondiale pour prendre celui d'un officier australien.
Dunmore Lang — le traducteur de Riverine colony — joua un rôle dans le court mouvement de sécession que connut la région dans les années 1860. Le mouvement fut inspiré par le succès des mouvements de sécession des actuels États du Queensland et du Victoria. Le but était d'obtenir plus de subventions pour la région et de conserver les conditions avantageuses dont bénéficiaient les fermiers pour les baux de leurs terres. Le mouvement prit de l'ampleur à Deniliquin et Albury. Il fut mené par Dunmore Lang associé au parlementaire Gideon Lang — ils n'étaient pas parents —, à d'importants fermiers et aux rédacteurs du journal local George Mott et David Jones. Le point culminant de leur action fut les pétitions adressées au gouverneur de la Nouvelle-Galles du Sud, Sir John Young, et au secrétaire d'état britannique aux Colonies, Edward Cardwell,. Mais peu après, le mouvement s'essouffla par suite de désaccords apparus entre les fermiers eux-mêmes d'une part et entre les petits fermiers et les citadins d'autre part, de sorte que les revendications devinrent confuses avec des problèmes de tarifs intercoloniaux, de liaisons ferroviaires et s'arrêta.
Néanmoins, un nouveau mouvement séparatiste apparaît dans la région pendant la Grande Dépression. Mené par Charles Hardy, il se caractérise par un conservatisme rural opposé à la répudiation de la dette extérieure de la Nouvelle-Galles du Sud décidée à Sydney par Jack Lang.

### Histoire des transports

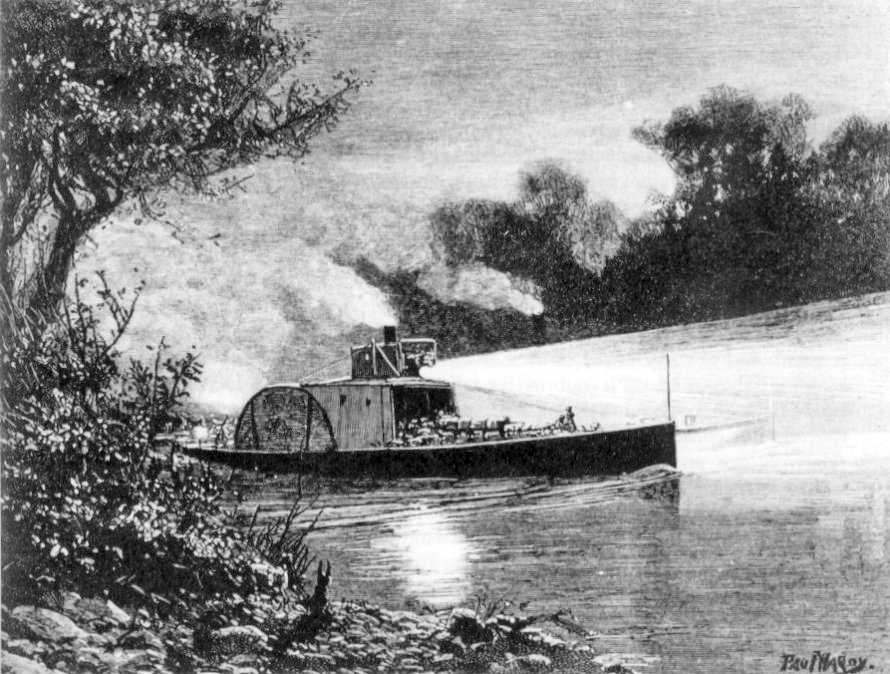
Gravure d'un bateau à vapeur sur le Murray de nuit, début des années 1880.

À partir de 1853, la Riverina fut reliée aux principaux marchés agricoles par une flotte de bateaux qui descendaient le Murray et la Murrumbidgee jusqu'aux ports de Mannum et Goolwa en Australie-Méridionale, et à partir de 1864 jusqu'à Echuca qui était reliée à Melbourne par le rail. Les bateaux remontaient jusqu'à Gundagai sur la Murrumbidgee et Albury sur le Murray et des villes comme Darlington Point, Narrandera et Moulamein,,, devinrent d'importants ports fluviaux. L'ère des bateaux atteignit son apogée dans les années 1870–1890, déclinant avec l'arrivée du chemin de fer avant de s'achever avec la Première Guerre mondiale.
Depuis Melbourne, le rail (à voie large) arriva à Deniliquin en 1876 et vers l'ouest à Moulamein et Balranald en 1926 (le tronçon de voie entre Moulamein et Balranald fut fermé dans les années 1980 après de graves dégâts causés à la voie par des inondations). La section est atteignit Wodonga en 1873 puis Albury en 1883. La ligne Melbourne-Shepparton fut prolongée jusqu'à Tocumwal en 1908 et la ligne Melbourne-Yarrawonga fut prolongée jusqu'à Oaklands en 1938. Les chemins de fer victoriens commencèrent la construction d'une voie de chemin de fer entre Robinvale et Koorakee puis Lette en Nouvelle-Galles du Sud en 1924, mais cette ligne ne fut jamais achevée. Le pont construit sur le Murray entre Robinvale et Euston fut transformé de ce fait en pont routier. Une autre ligne fut construite entre Kerang et Murrabit en 1924 puis prolongée jusqu'à Stony Crossing en 1928. La ligne a été fermée en 1943.
À partir de Sydney, le chemin de fer (voie standard de 1 435 mm) arriva à Cootamundra et Junee en 1878 et la construction d'un pont sur la Murrubidgee en 1881 permit de prolonger la ligne de Wagga Wagga à Henty et Albury l'année suivante. Une antenne fut prolongée jusqu'à Temora en 1893, Barellan en 1908, Griffith en 1916 et Hillston en 1923. Plus vers le sud, une voie fut construite depuis Junee jusqu'à Narrandera en 1881, puis Hay en 1882. Une autre ligne fut construite de Narrandera jusqu'à la frontière avec l'État de Victoria, atteignant Jerilderie en 1884 et Tocumwal en 1898.

### Bandits de grands chemins

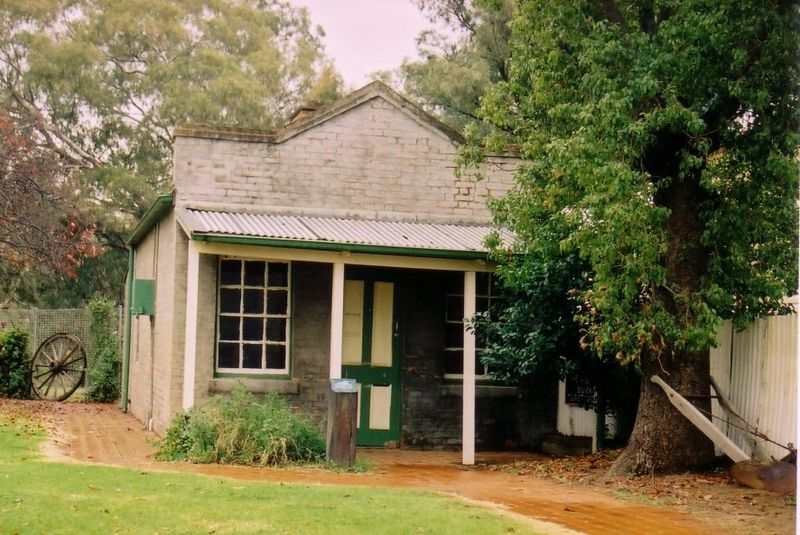
La banque qu'attaqua Ned Kelly à Jerilderie.

En même temps que les transports se développaient, la région fut parcourue par des bandits de grands chemins.
Entre 1862 et 1865, la région entre Wagga Wagga et Albury fut sous la menace de Dan « Mad Dog » Morgan. Après avoir été reconnu coupable de vol à main armée, il fut condamné à douze ans de prison puis relâché au bout de six ans. Il s'attaqua à un officier de police Henry Baylis près d'Urana en 1863. En 1864, Morgan s'attaqua à une grande propriété agricole près de Morven et tua un employé de la ferme, John McLean. Un mois plus tard, le 24 juillet, il tua de sang-froid un policier, le sergent David Maginnity, près de Tumbarumba. Une prime de 1 000 £ fut offerte pour sa capture et il fut abattu par la police le 8 avril 1865 près de Wangaratta, dans l'État de Victoria, alors qu'il avait attaqué une nouvelle ferme.
Un autre bandit, Ned Kelly, réalisa son coup le plus audacieux dans la Riverina, à Jerilderie, en 1879. Venus de l'État du Victoria, Kelly et sa bande firent prisonniers dans une opération insensée les deux policiers locaux et s'emparèrent de leurs uniformes. Ils s'en servirent pour aller cambrioler l'agence locale de la banque de Nouvelle-Galles du Sud, enfermèrent tous les habitants qu'ils trouvèrent dans l'hôtel et tinrent ainsi toute la ville sous leur coupe pendant plusieurs jours. Pendant qu'il était à Jerilderie, Ned Kelly rédigea et chercha à faire imprimer pour la publier sa célèbre lettre dite « lettre de Jerilderie », un manifeste de 8 000 mots qui condamne le comportement de l'administration coloniale de l'État de Victoria vis-à-vis des colons et surtout des Irlandais. Incapable de trouver l'imprimeur du journal local, il laissa son manifeste à un membre de la direction de la banque et repartit au Victoria plus riche de 2 000 £.

### Riverina et fédération australienne

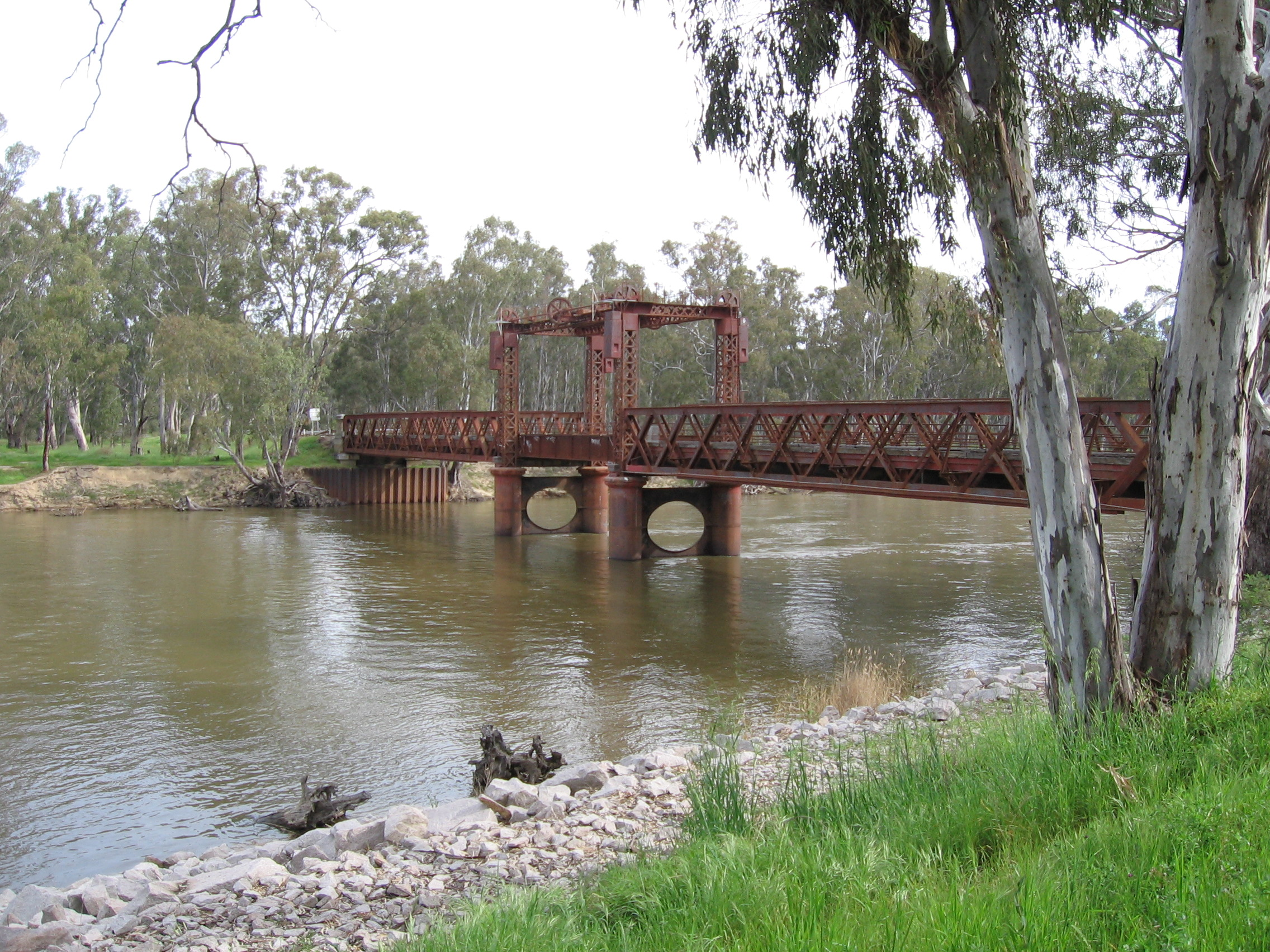
Il était difficile de franchir le Murray avant la construction de ponts comme celui, à vocation ferroviaire, de Tocumwal.

La proximité géographique et les liens culturels entre la Riverina et le nord de l’État de Victoria associés à un sentiment permanent d’injustice dû aux droits de douane entre États australiens ont fait de la région une zone moteur pour la création d’une fédération australienne.
Avant la création de la fédération, les différents États australiens pouvaient, et ils ne s’en privaient pas, faire appliquer des droits de douane sur les marchandises provenant des autres États pour protéger leurs industries locales qui étaient surtout localisées à Sydney et à Melbourne. Pour les frontaliers du sud de la Riverina, ces droits de douane étaient un lourd handicap car les produits importés de Melbourne, la grande ville située à proximité, étaient beaucoup plus chers que ceux venant de Sydney et leurs propres productions pouvaient difficilement concurrencer les produits fabriqués de l’autre côté de la frontière. En plus, la traversée du Murray, le fleuve frontière, était une épreuve ennuyeuse avec, à chaque traversée, les douaniers qui vérifiaient marchandises et bagages pour s’assurer que toutes les taxes avaient été payées et essayer de réduire la contrebande, une activité bien populaire. Un autre problème était celui du manque de points de traversées du Murray. Le gouvernement de Nouvelle-Galles du Sud n’avait aucun intérêt à faciliter les échanges entre les deux États, ce qui aurait aidé l’importation de marchandises venant de l’État de Victoria.
Au début des années 1890, surtout pour des raisons patriotiques, une association, The Australian Natives Association, entreprit d’œuvrer pour la création d’une fédération australienne. Suivant les conseils de Edmund Barton, futur premier ministre australien, les nombreux habitants de la région qui adhérèrent à l’association créèrent une quinzaine de filiales dans les villes frontalières,. C’est à Corowa que se tint la première réunion de l’Australian Federation League (Ligue pour une fédération australienne) en 1893 et que fut proposée l’élection de représentants de la région pour discuter de la création d’une constitution fédérale. Cette réunion est considérée comme le point de départ de la création de la fédération australienne qui devait aboutir, après toute une série de réunions et d’élections, à l’adoption le 1er janvier 1901 de la première constitution fédérale.

### Irrigation et mise en valeur

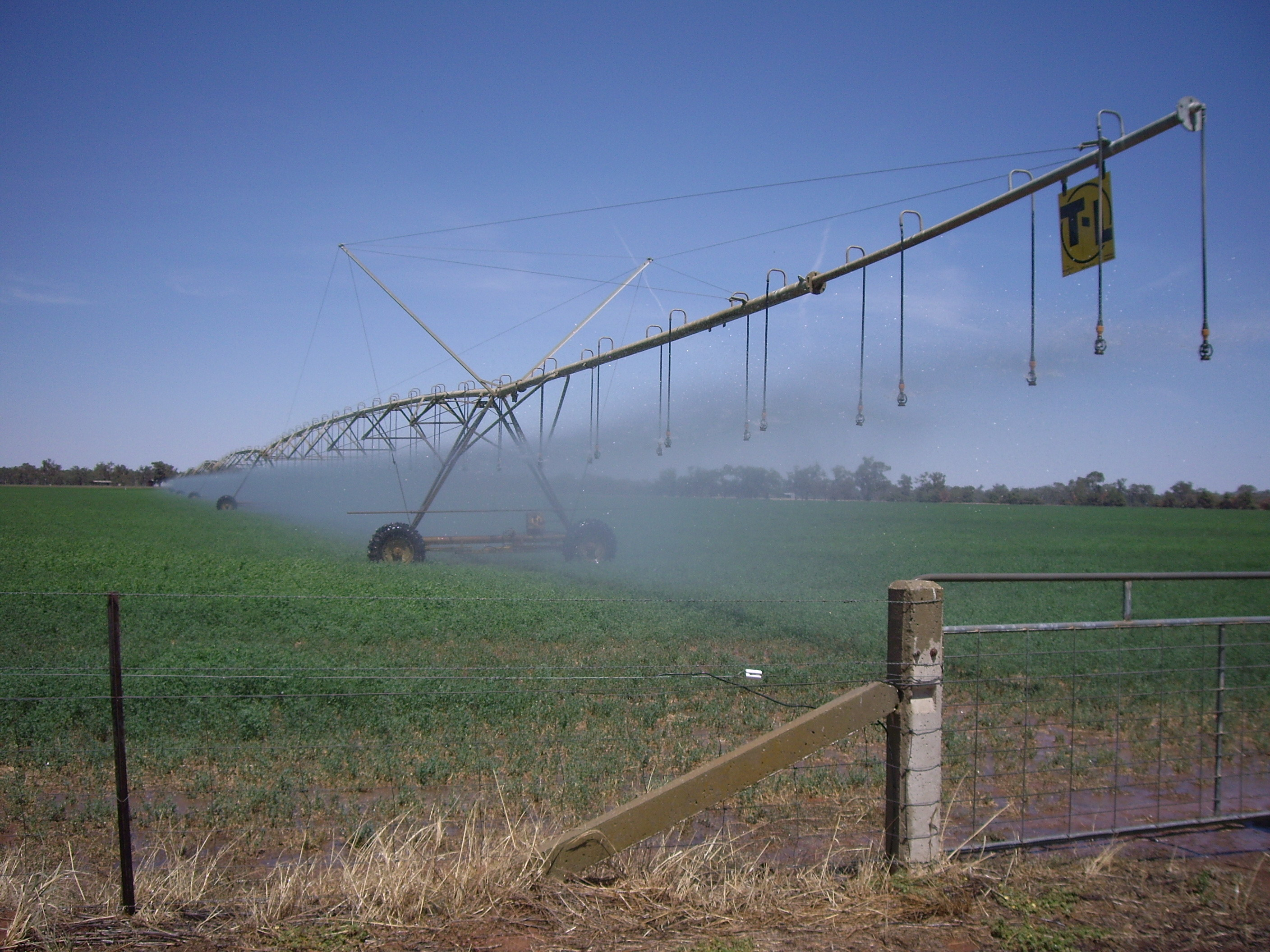
Irrigation aérienne dans la Riverina.

Une vaste zone d'irrigation commença d'être aménagée en 1912 en détournant de l'eau du Murrumbidgee à partir de Narrandera : ce fut la zone d'irrigation du Murrumbidgee (Murrumbidgee Irrigation Area, MIA). Puis en 1915 fut décidée la construction de 26 retenues d'eau équipées d'écluses pour permettre une navigation permanente sur le fleuve Murray jusqu'à Echuca. Quand le trafic fluvial eut fortement décliné, les retenues d'eau servirent pour l'irrigation qui continua à se développer avec la construction des barrages qui permettaient de stocker l'eau en hiver et à la fonte des neiges pour la relâcher en été. C'est ainsi que furent construits les barrages du lac Hume entre 1919 et 1931, de Burrinjuck en 1928 et de Blowering en 1968.
Le développement des zones d'irrigation et la publicité qui l'entourèrent entraînèrent une colonisation à grande échelle par des personnes de formation et nationalité très variées. Une forte communauté italienne s'installa ainsi dans la région de Griffith en 1954. Plus tard, d'autres zones d'irrigation furent aménagées avec le Wakool Irrigation District en 1932 puis les Deniboota and Denimein Irrigation Districts en 1938, le Berriquin Irrigation District en 1939 et la Tullakool Irrigation Area en 1942. La Coleambally Irrigation Area, créée en 1968, fut la dernière des grandes zones d'irrigation lancées par le gouvernement dans la région.

## Agriculture

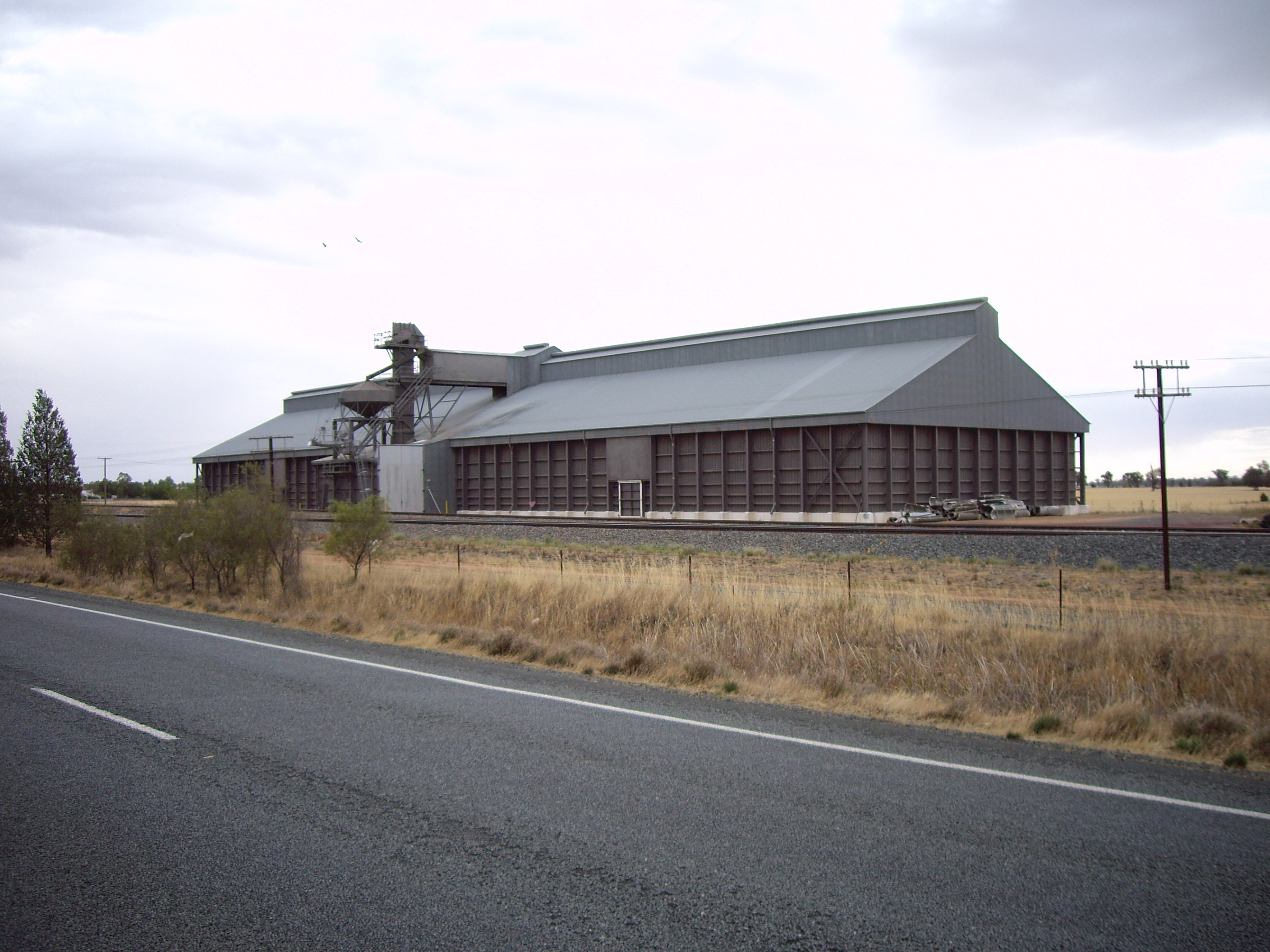
Un silo à grain à Yerong Creek.

La fertilité des sols et l'abondance de l'eau, avec 182 000 hectares irrigués, ont fait de la Riverina une des principales régions agricoles d'Australie avec la production de riz, de blé, de maïs, de canola, d'agrumes et de raisins.
Au début du XXIe siècle, les productions agricoles et horticoles de la région représentaient plus d'un milliard de dollars australiens.
La région produit :
- plus de 25 % des fruits et légumes de l'État de Nouvelle-Galles du Sud ;
- 90 % des agrumes ;
- 80 % de la production viticole ;
- 20 % de la production céréalière[37].

En 1991–1992, il y avait près de sept millions de moutons et cinq cent mille bovins dans la région.

### Laine

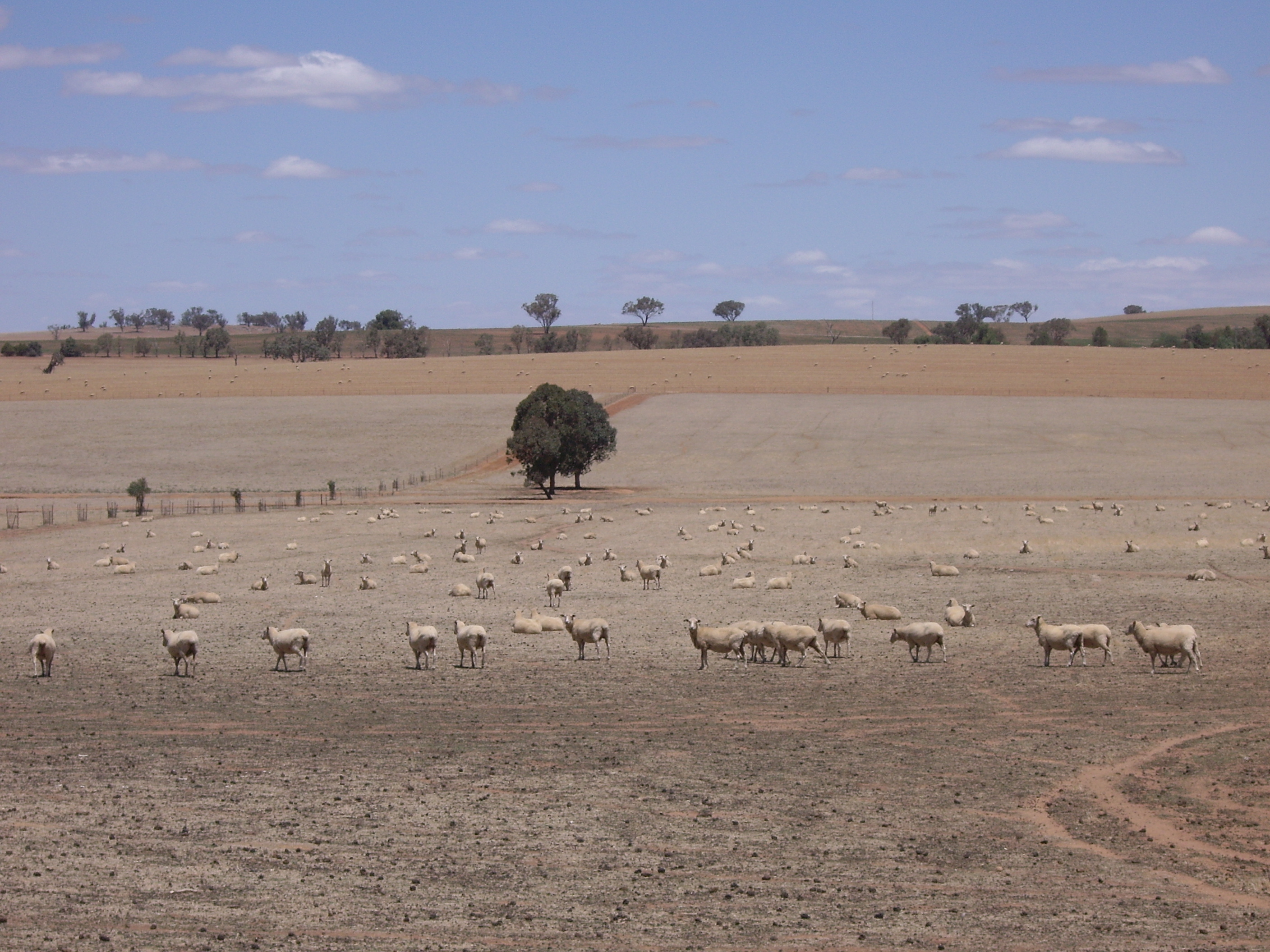
Moutons dans la Riverina en période sèche.

La plupart des zones non irriguées sont consacrées à l'élevage de moutons pour la laine. Le mouton mérinos Peppin Merino fut d'abord élevé dans la région de Wanganella et représente maintenant plus de 70 % des moutons mérinos australiens. La Riverina est une des principales zones d'élevage de reproducteurs et les plaines de la région sont considérées comme parmi les meilleures pour l'élevage ovin.

### Riz
La Riverina produit la plus grande part du riz cultivé en Australie surtout dans la région d'irrigation du Murrumbidgee mais aussi autour de Finley, Coleambally et Deniliquin. Les premières récoltes de riz dans la Riverina furent faites dans les régions de Leeton et de Yanco en 1924, atteignant Wakool pendant la Deuxième Guerre mondiale, les régions irriguées de Denimein et Deniboota dans les années 1950 puis Coleambally et Finley dans les années 1960. Ces dernières années, la culture du riz s'est étendue aux régions autour de Hay, Carrathool et Hillston.
À l'heure actuelle, l'Australie produit chaque année plus d'un million de tonnes de riz et l'exporte dans plus de 70 pays générant 500 millions de dollars australiens de recettes qui représentent la majeure source de revenus de 63 villes dans la Riverina et le nord du Victoria. Les principales usines de traitement du riz sont situées à Leeton, Coleambally  et pour la plus grande usine de l'hémisphère sud à Deniliquin. Le siège social de la plus grosse société de commercialisation de riz est situé à Leeton.

### Vin

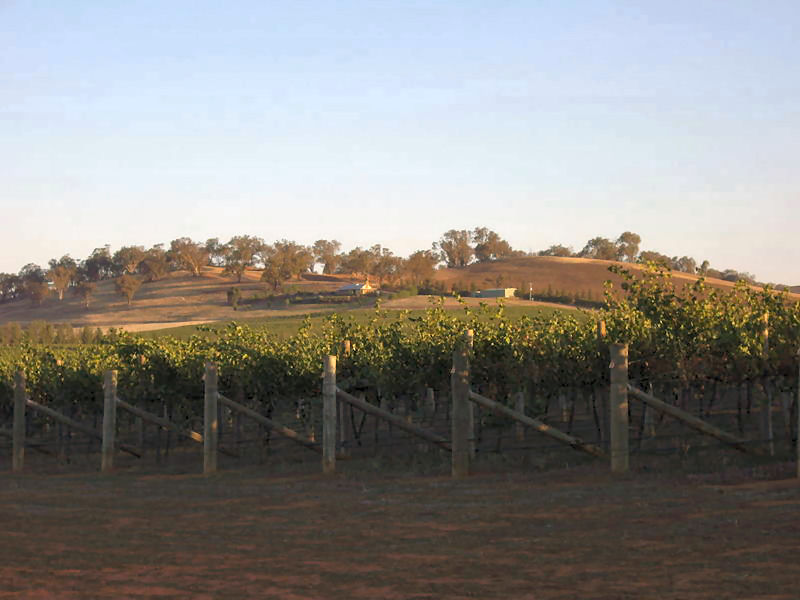
Vignoble de la Riverina.

Les sols sédimentaires surmontant des alluvions provenant des Alpes australiennes, un climat chaud et ensoleillé en été, doux et humide en automne permettant le développement de la pourriture noble ont permis le développement de la viticulture dans la région.
La Riverina est le plus gros producteur de vin australien et une des régions les plus florissantes pour la viticulture à égalité avec la vallée de Barossa à soixante kilomètres au nord-est d'Adélaïde en Australie-Méridionale. La région cultive 55 % des cépages australiens et produit 15 % du vin australien et 80 % du vin de Nouvelle-Galles du Sud.
Plus de 50 % de la production régionale est exportée. Le principal cépage utilisé pour l'exportation est le Sémillon à pourriture noble qui sert à produire un vin doux sucré de type Sauternes,. Les principaux producteurs sont les caves Casella, De Bortoli, McWilliams et Miranda.
L'irrigation a rendu la viticulture possible. Les premiers pieds de vignes – dont certains sont encore cultivés – irrigués ont été plantés à Hanwood au printemps 1913 par John James McWilliam et son frère ainé qui étaient venus de leur exploitation de Junee pour travailler à Hanwood. Les premiers apports d'eau ont été faits par tombereau jusqu'à la mise en service des premiers canaux d'irrigation quelques mois plus tard. Les premiers raisins furent récoltés en 1916 et envoyés à la cave de Junee pour y être vinifiés. L'année suivante, la vinification se faisait à Hanwood.

## Population

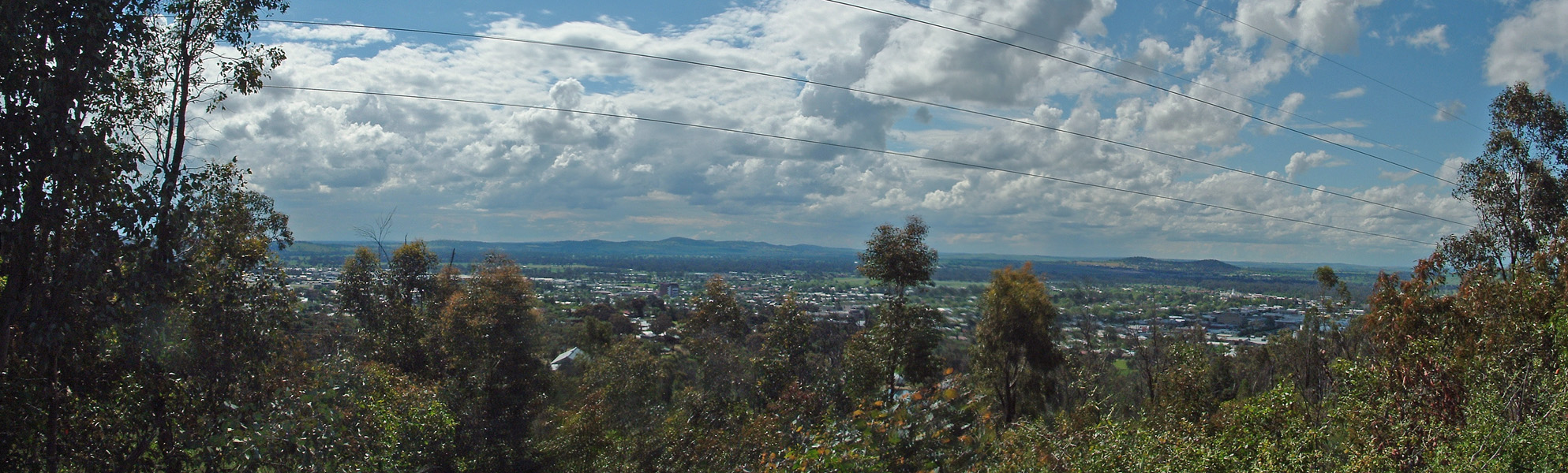
Wagga Wagga, la plus grande ville de la Riverina, vue depuis Willians Hill.

Au recensement de 2001, la population de la région Murray–Murrumbidgee correspondant sensiblement à la Riverina était de 255 881 personnes dont 2,9 % d'Aborigènes et 7,4 % de personnes nées à l'étranger. En dehors des Britanniques et des Irlandais, les groupes européens immigrés les plus représentés sont les Italiens et les Allemands.

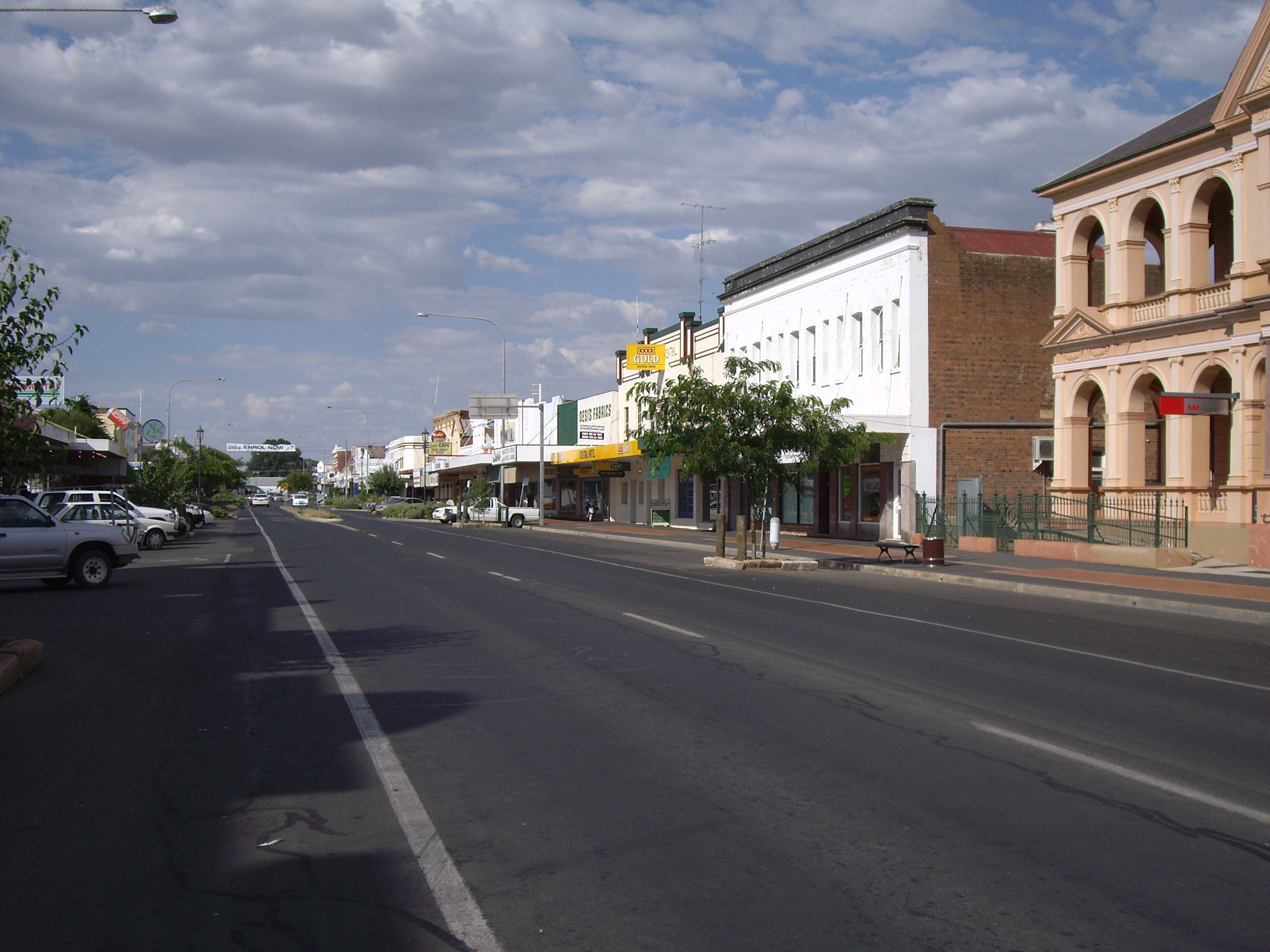
La rue principale de Cootamundra.

La Riverina possède trois Cities : Wagga Wagga (44 272 habitants), Albury (42 438 habitants) et Griffith (25 140 habitants). Les autres villes importantes sont Leeton (12 041 habitants), Deniliquin (7 781 habitants), Cootamundra (6 000 habitants), Narrandera (4 119 habitants) et Hay (2 692 habitants).
Wagga Wagga est la plus grande ville de Nouvelle-Galles du Sud qui ne soit pas sur la côte et est un important centre administratif, scolaire, culturel et social pour la région environnante. Wagga Wagga dispose des équipements classiques d'une ville de cette importance : magasins, cafés, cinémas, boîtes de nuit.
Albury offre sensiblement les mêmes services que Wagga Wagga pour l'extrême sud de la Riverina et le nord de l'État de Victoria. En dehors de ces deux villes, trois autres villes, Griffith, Leeton et Deniliquin, jouent un rôle important dans la région en servant de centres commerciaux et administratifs pour les fermes et villages isolés.
La population de la région a augmenté de manière substantielle à la fin des années 1990 et au début des années 2000. Entre 1996 et 2001, la population de Griffith a augmenté de 10,8 %. Jusqu'à récemment, celle de Wagga Wagga déclinait lentement et augmentait rapidement en âge. Cette situation s'est inversée à l'heure actuelle et la ville attire les habitants des petites villes environnantes comme Urana et la population de la ville a recommencé à croître attirant du monde par son rôle de centre administratif régional, par son université Charles Sturt et par ses deux bases militaires.

## Représentation politique
Au niveau de la fédération australienne, la Riverina est divisée en deux circonscriptions politiques représentées au niveau de l'Assemblée fédérale : la circonscription de la Riverina, au nord, autour de la vallée de la Murrumbidgee, et celle de Farrer,, au sud. En 2007, la circonscription de la Riverina est détenue par le parti National et celle de Farrer par le parti Libéral qui est membre de la coalition gouvernementale.
Au niveau de l'État de Nouvelle-Galles du Sud, la région est divisée en cinq districts : Albury, Burrinjuck, Murrumbidgee, Murray–Darling et Wagga Wagga.
Au niveau régional, la région est découpée en trois Cities : Wagga Wagga, Albury et Griffith et en comtés (Shires) plus ou moins importants comme ceux d'Urana, de Conargo et de Jerilderie qui figurent parmi les plus petits. Ces administrations locales (Councils) sont regroupées en trois secteurs (Regional Organisation of Councils, ROC), Murray ROC, Riverina ROC et Riverina Eastern ROC.

## Services administratifs

### Enseignement

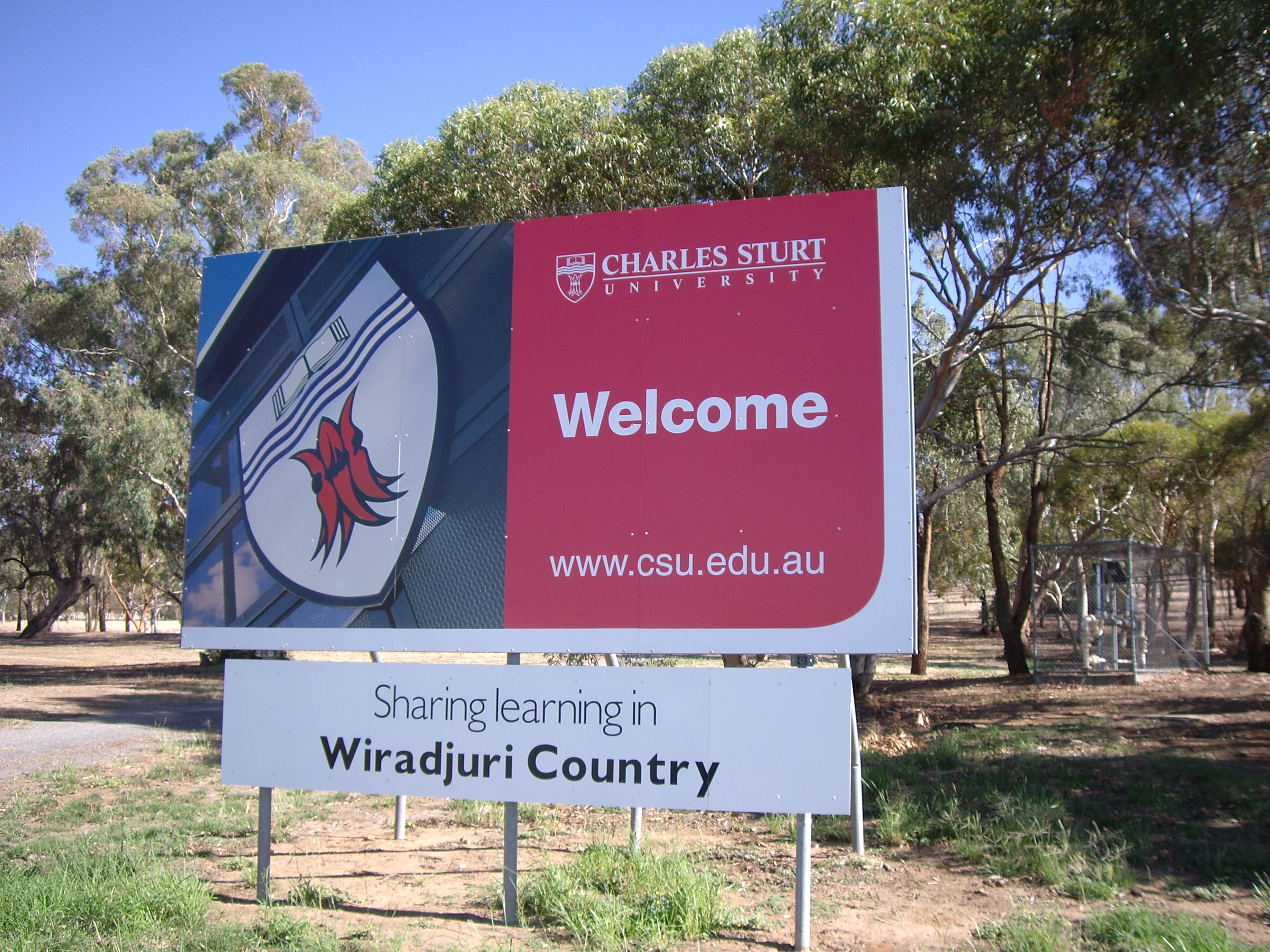
Le panneau d'entrée de l'université Charles Sturt à Wagga Wagga.

L'enseignement supérieur dans la région est assuré par l'université Charles Sturt située à Albury et Wagga Wagga. L'université a été créée en 1989 par la fusion de l'institut supérieur d'Albury et Wagga Wagga avec l'institut supérieur de Bathurst. L'université assure des formations spécialisées dans des domaines variés notamment la vitiviniculture.
Il existe aussi le Riverina Institute of TAFE assurant une formation technique et assurant une préparation à de nombreuses universités.
La plupart des villes disposent d'établissements publics d'enseignement secondaire et les centres plus petits d'établissements primaires.

### Santé
Le service de santé est supervisé par le Southern Area Health Service créé le 1er janvier 2005 par la fusion du Greater Murray Area Health Service (qui s'occupe de la Riverina) et du Southern Area Health Service (qui s'occupe des régions est de la Cordillère australienne et de Wollongong). Les hôpitaux centraux sont situés à Albury, Wagga Wagga et Griffith tandis que Deniliquin, Hillston, Henty et Narrandera, parmi d'autres, ont des hôpitaux périphériques.

### Armée
La Riverina accueille deux unités des forces armées australiennes : le centre d'entraînement des recrues situé à Kapooka à 9,5 kilomètres au sud-ouest de Wagga Wagga et la base aérienne d'entraînement au sol des forces armées royales australiennes. Ces deux bases, plus le centre de communications des forces navales, jouent un rôle très important dans l'économie régionale.

### Transports

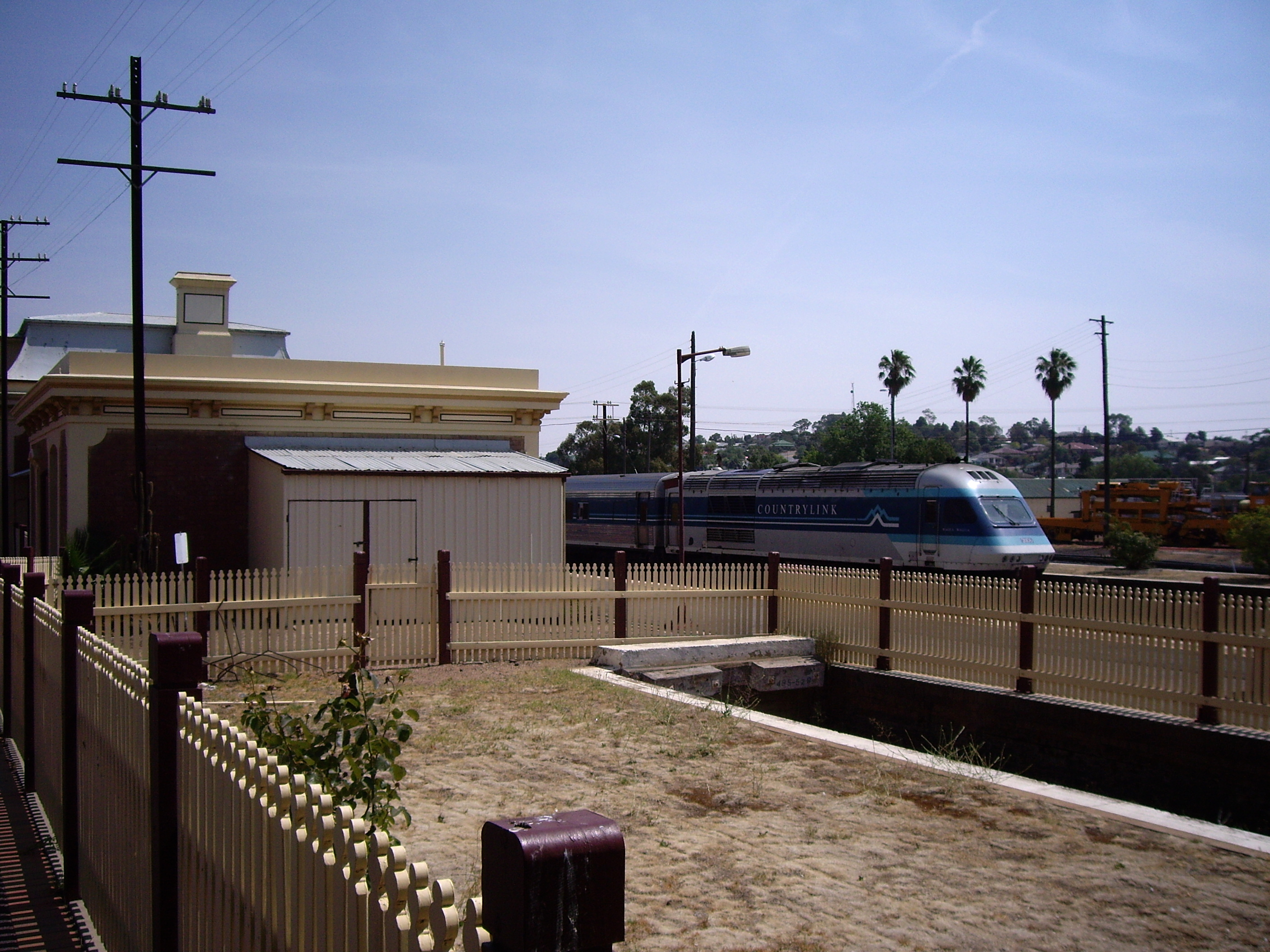
Rame Diesel rapide XPT en gare de Junee.

Il existe à l'heure actuelle deux réseaux ferrés passant dans la région :
- le CountryLink qui relie Sydney à Griffith, Albury et Wagga Wagga et à partir de là, des bus desservent les villes environnantes[66] ;
- le V/Line relie Griffith, Deniliquin et les villes le long du Murray avec un prolongement vers Melbourne[67].

D'un point de vue routier, la Riverina est un nœud de communication entre les différentes capitales d'État que sont Adélaïde, Melbourne et Sydney d'où les grandes routes nationales qui traversent la région : les Hume Highway, Newell Highway et Sturt Highway sans oublier les routes moins importantes que sont les Riverina Highway, Cobb Highway, Olympic Highway, Kidman Way, Irrigation Way et Burley Griffin Way.

## Culture

### Autrefois
La Riverina est la région d'origine ou d'accueil de quelques écrivains et artistes du XIXe siècle et du début du XXe siècle. La plupart de leurs œuvres sont le reflet de la vie rurale et des travaux des champs dans la Riverina à l'époque et permettent de se faire une image de l'Australie et de ses habitants dans ces années-là, bien différente de ce qu'ils allaient être quelques années plus tard.
De 1872 à 1882, l'écrivain Joseph Furphy travailla comme bouvier dans la région de Hay. Plus tard, prenant le nom de plume de Tom Collins, il écrivit, à partir de son expérience, Such is Life (Telle est la vie), une description de la vie dans la région pendant la sécheresse et la crise économique des années 1890.
Publié en 1921, Around the Boree Log and Other Verses (Autour du feu de camp et autres poésies) est l'œuvre de Patrick Joseph Hartigan qui publia sous le nom d'auteur de John O'Brien. Ce prêtre catholique, après avoir commencé à exercer son sacerdoce à Thurgoona et Berrigan, fut affecté en 1917 à la paroisse de Narrandera où il resta jusqu'en 1944. Ses poèmes racontent la vie quotidienne dans la Riverina et les relations amicales entre ses habitants.
Scots of the Riverina (Écossais de la Riverina) est un poème écrit par l'un des plus célèbres écrivains australiens, Henry Lawson. Le poème raconte la colère d'un père, un habitant de Gundagai, contre son fils qui l'abandonne au moment des moissons puis plus tard sa douleur lorsqu'il apprend sa mort au combat pendant la Première Guerre mondiale.

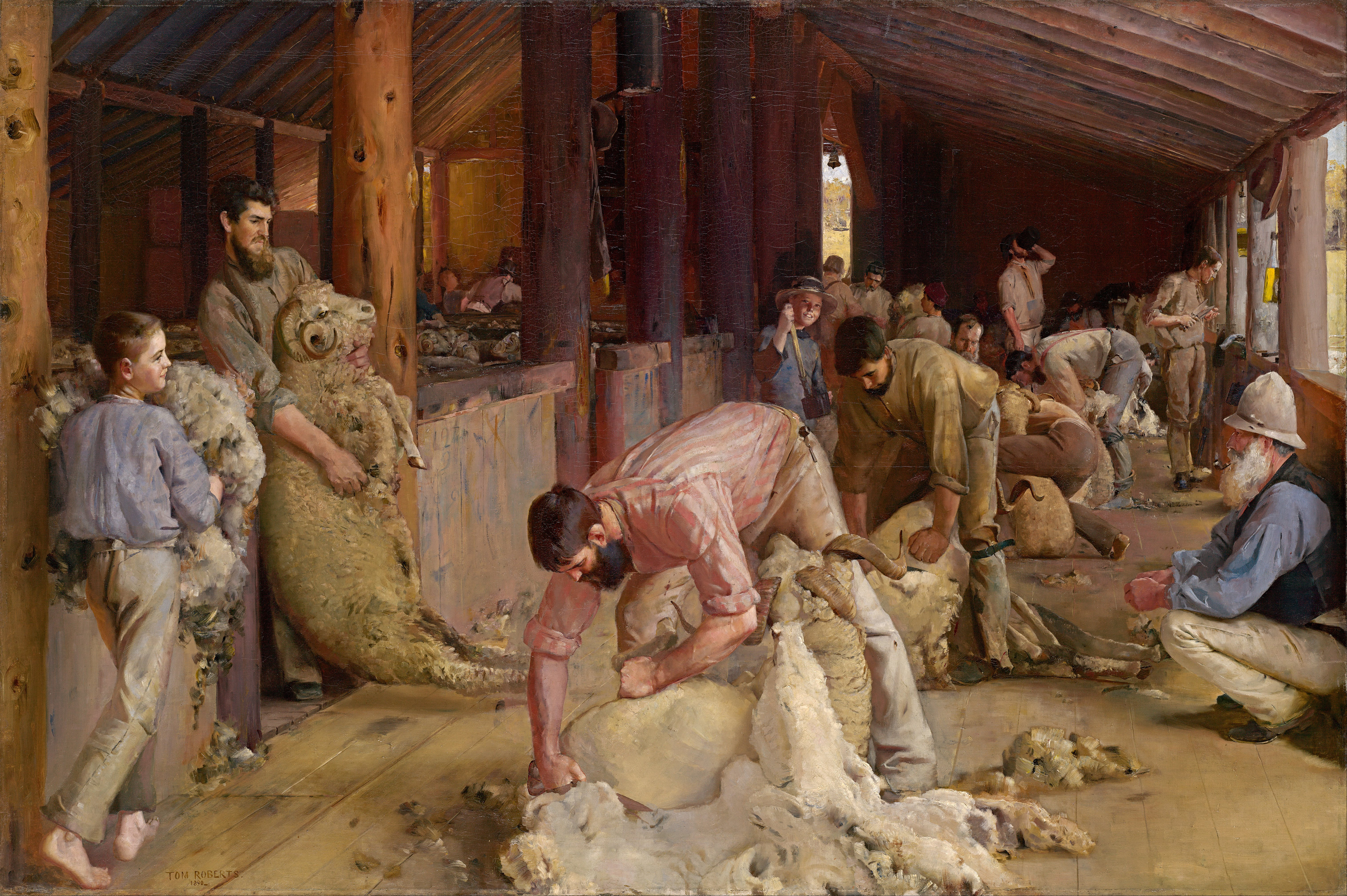
Shearing the Rams (1890), œuvre de Tom Roberts à la National Gallery of Victoria.

Tom Roberts (1856–1931) est un peintre de l'école Heidelberg qui passa quelque temps dans un élevage de moutons près de Brocklesby avant de peindre son plus célèbre tableau Shearing the rams (La tonte des moutons). On reprocha à ce tableau une description trop réaliste de la pénibilité des travaux manuels de l'époque. Ce tableau est perçu à l'heure actuelle comme une image de la vie et du travail des habitants de la région dans les années 1890. L'œuvre est maintenant exposée à la National Gallery of Victoria.

### Aujourd'hui
À l'heure actuelle, les principales institutions culturelles de la Riverina sont le Muséum de la Riverina, la Compagnie de théâtre de la Riverina et le Musée de Wagga Wagga, tous trois dans les environs de Wagga Wagga.
Beaucoup de villes de la région comme Hay, Deniliquin et Gundagai abritent des petits musées d'intérêt régional.
Le groupe de théâtre Hothouse basé à Albury organise des tournées jusque dans les petites villes de la région.
La petite ville de Morundah (83 habitants) organise chaque année une nuit de l'opéra en recevant des productions de l'OzOpera et du Victorian Opera.